# Janet Carroll
Janet Carroll (* 24. Dezember 1940 in Chicago, Illinois als Janet Thiese; † 22. Mai 2012 in New York City, New York) war eine US-amerikanische Schauspielerin, Musicaldarstellerin und Sängerin.

## Leben

### Ausbildung und Theater
Janet Carroll wurde als Janet Thiese als Tochter von George Nicholas Thiese und Hilda Catherine Thiese (geborene Patton) geboren. Carroll erhielt eine professionelle Gesangsausbildung seit ihrem 12. Lebensjahr bei Dr. Greta Allum in Chicago. Später (seit 1972) nahm sie weiteren Gesangsunterricht bei Douglas Susu-Mago und absolvierte eine Ausbildung als Sopranistin.
Nach Abschluss der High School und ihrer Schauspielausbildung, die sie in ihrer Heimatstadt Chicago absolvierte, begann sie ihre Karriere als Schauspielerin. Sie trat zunächst am Kansas City Starlight Theatre und an mehreren Chicagoer Theatern auf, hauptsächlich als Musicaldarstellerin. Sie spielte Hauptrollen unter anderem in den Musicals Mame, Hello, Dolly!, Guys and Dolls, South Pacific, The Pajama Game, Carousel und Gypsy. 1972 trat sie am Arlington Park Theatre in Arlington, Illinois, als Krankenschwester Ratched in dem Theaterstück Einer flog über das Kuckucksnest von Dale Wasserman auf.
In den 1980er Jahren spielte Carroll Theater in Los Angeles. Sie trat in Lady Windermeres Fächer auf (an der Seite von John Lithgow und Lynn Redgrave), in dem Theaterstück A Couple of White Chicks von John Ford Noonan (1988, mit Cloris Leachman als Partnerin) und als Klytämnestra in dem Schauspiel Elektra von Ezra Pound. Für ihre Darstellung als Klytämnestra gewann sie den Los Angeles Drama Logue Critics’ Award in der Kategorie „Beste Schauspielerin“.
2005 trat sie am Broadway am August Wilson Theatre in der Uraufführung des Musicals Little Women auf; dort übernahm sie, an der Seite von Sutton Foster und Maureen McGovern, die Rollen Aunt March und Mrs. Kirk. Im Mai 2007 spielte sie in New York City in der Wiederaufnahme des Musicals Irene von Joseph McCarthy und Harry Tierney die Rolle der Mrs. O’Dare/Marshall in einer Produktion der Musicalkompagnie Musicals Tonight!. Beim New York Theatre Musical Festival verkörperte sie im September/Oktober 2007 am Theatre At St. Clement’s die Rolle der Großmutter (Granny) in dem Musical The Last Starfighter.

### Film und Fernsehen
Carroll spielte in zahlreichen Kinofilmen und Fernsehserien. Ihr Kinodebüt gab sie 1983 als Joels Mutter in der Filmkomödie Lockere Geschäfte. Sie verkörperte die noch recht jugendliche, wohlsituierte, in einer amerikanischen Vorstadt lebende Mutter, die nach der Rückkehr aus dem Urlaub keine Ahnung davon hat, dass ihr Sohn Joel, gespielt von Tom Cruise, mittlerweile das Familienheim in ihrer Abwesenheit in ein lukratives Bordell umgewandelt hatte. Auf Mütterrollen blieb Carroll im Kino später häufig festgelegt. Sie spielte unter anderem Barbara Holmes, die Mutter des Schönlings Ben Holmes (Ben Affleck), in der Komödie Auf die stürmische Art (1999) und die Rolle der Mrs. Hiller, die Mutter von Billy Campbell, in dem Filmdrama Genug – Jeder hat eine Grenze (2002).
1989 spielte sie unter der Regie von Sidney Lumet in der Kriminalkomödie Family Business die Rolle der Kellnerin Margie; an der Seite von Sean Connery war sie dessen Freundin. 2001 spielte sie in dem US-Filmdrama All You Need die Rolle der Jane Sabistan, einer an einer unkontrollierbaren, kräftezehrenden Krankheit leidenden Ehefrau und Mutter. In der Komödie Changing Hearts (2002) übernahm sie, an der Seite von Lauren Holly, Tom Skerritt, Ian Somerhalder und Faye Dunaway die Rolle der Mrs. Lane. Sie spielte in diesem Film die Vorsitzende der Baptist Women’s League und großzügigen Wohltäterin und Unterstützerin eines Krankenhauses. Würdevolle Autoritätspersonen waren in den letzten Jahren ihrer Filmkarriere die Richterin Dunbar in dem Filmdrama The Marriage Undone (2002), die Mutter Oberin in dem Thriller Confession (2002, an der Seite von Chris Pine) und die kraftvolle Generalsekretärin der Vereinten Nationen in dem Actionfilm und Thriller The Art of War III: Die Vergeltung (2009).
Carroll übernahm durchgehende Serienrollen in den US-Fernsehserien The Bronx Zoo, Murphy Brown (als Doris Dial, stoische Ehefrau des Anchormans Jim Dial), Eine schrecklich nette Familie (als Inhaberin des Schuhgeschäftes Gary’s Shoes und Als Chefin Gary), Melrose Place (als Marian Shaw, Mutter der Serienfigur Dr. Kimberly Shaw) und Still Standing (als Helen Michaels, Mutter von Judy und Linda).
Sie hatte außerdem zahlreiche Episodenrollen und Gastrollen in verschiedenen US-amerikanischen Fernsehserien, unter anderem in Knight Rider (1983), Cagney & Lacey (1985), Twilight Zone (1986), Golden Girls (1987), 21 Jump Street – Tatort Klassenzimmer (1988), L.A. Law – Staranwälte, Tricks, Prozesse (1988), Zurück in die Vergangenheit (1989),  Glory Days (1990, als Mrs. Lovejoy; Mutter von Brad Pitt), Matlock (1995), Pacific Blue – Die Strandpolizei (1996), Eine himmlische Familie (1999), Beverly Hills, 90210 (1999), Ally McBeal (2002), Scrubs – Die Anfänger  (2006), Brothers & Sisters (2006) und Law & Order: Special Victims Unit (2010).

### Sängerin
Neben ihrer Tätigkeit als Schauspielerin und Musicalsängerin war Carroll seit 1982 auch als Sängerin tätig. Sie interpretierte Jazz, Blues, Dixieland, Swing und auch Traditionals. Sie trat bei verschiedenen Jazz-Festivals in den Vereinigten Staaten und Kanada auf, unter anderem beim Victoria Festival und beim Vancouver Festival in British Columbia, beim Monterey Jazz Festival, beim Los Angeles Classic Festival und bei den Festivals in Newport Beach, Catalina Island und New Orleans. Als Jazz-Sängerin veröffentlichte Carroll insgesamt fünf Solo-CDs, unter anderem Presenting… Janet Carroll and the Hollywood Jazz Cats (1992), I Can't Give You Anything But Love (2000), I'll Be Seeing You (2000) und zuletzt Lady Be Good (Arbors Records, 2010), u. a. mit James Chirillo, Harry Allen, Warren Vaché und Tony Tedesco als Begleitmusiker.
Carroll war als Sopranistin Mitglied im Chor der Canterbury Choral Society in New York. Sie wirkte dort als Erster Sopran in zahlreichen klassischen Konzerten mit, unter anderem in Werken von Johann Sebastian Bach, Johannes Brahms, Antonín Dvořák, Joseph Haydn und Gustav Mahler; sie sang dabei unter anderem unter Leonard Bernstein. Im November 2007 trat sie mit der Canterbury Choral Society in der New Yorker Carnegie Hall in Aufführungen von Mahlers 8. Sinfonie, der Sinfonie der Tausend, auf.

### Religiöses Engagement
Im Juni 1988 wurde Carroll in Los Angeles in der West Los Angeles Church of Inner Light zur Pfarrerin (Ordained Minister) der Glaubensgemeinschaft Church of Inner Light geweiht. In dieser Eigenschaft hielt sie für ihre Glaubensgemeinschaft Taufen, Trauungen, Gedenkgottesdienste und Begräbnisse.

### Privates
Carroll hatte zwei Söhne, Thomas (†) und George Eric. Sie starb im Alter von 71 Jahren an einem Gehirntumor in ihrem Heim in Manhattan, am Riverside Drive.

## Filmografie

### Filme
- 1981: Chicago Story (Fernsehfilm)
- 1983: Lockere Geschäfte (Risky Business)
- 1984: Fit fürs Leben (Getting Physical, Fernsehfilm)
- 1985: Crazy Love – Liebe schwarz auf weiß (Secret Admirer)
- 1986: Stadt in Waffen (The Right of the People, Fernsehfilm)
- 1986: Samaritan: The Mitch Snyder Story (Fernsehfilm)
- 1987: Bluffing It (Fernsehfilm)
- 1987: The Killing Time
- 1988: Ein Mann für Drei (Sharing Richard, Fernsehfilm)
- 1988: Memories of Me – Das tragisch-komische Leben eines großartigen Versagers (Memories of Me)
- 1988: Astronomy (Kurzfilm)
- 1989: Geschändet! (When He’s Not a Stranger, Fernsehfilm)
- 1989: Family Business
- 1989: Platinum Triangle (The Platinum Triangle)
- 1991: Der goldene Käfig (Daughters of Privilege, Fernsehfilm)
- 1991: Sein größtes Spiel (Talent for the Game)
- 1991: One Special Victory (Fernsehfilm)
- 1995: Deine Tochter und mein Mann (Betrayed: A Story of Three Women, Fernsehfilm)
- 1995: Ein Gorilla zum Verlieben (Born to Be Wild)
- 1995: Destiny – Hoher Einsatz in Las Vegas (Destiny Turns on the Radio)
- 1995: Timemaster – Aus der Zukunft zurück (Timemaster)
- 1999: Auf die stürmische Art (Forces of nature)
- 1999: The Omega Code
- 1999: Ugly Naked People (Kurzfilm)
- 2001: All You Need
- 2002: Changing Hearts
- 2002: Genug – Jeder hat eine Grenze (Enough!)
- 2002: The Marriage Undone
- 2004: The Substitute Waiter (Kurzfilm)
- 2005: Confession
- 2005: Living ’til the End
- 2007: Beyond the Quest
- 2009: (Untitled)
- 2009: The Art of War III: Die Vergeltung (The Art of War III: Redemption)
- 2011: Liebe in der Luft (What Happens Next)
- 2011: Christmas Spirit (Fernsehfilm)

### Fernsehserien
- 1982: The Devlin Connection (eine Folge)
- 1983: Knight Rider (eine Folge)
- 1983, 1986: Polizeirevier Hill Street (Hill Street Blues, zwei Folgen)
- 1984: I Gave at the Office
- 1984: Hot Pursuit (eine Folge)
- 1984: E/R (eine Folge)
- 1984: Spencer (eine Folge)
- 1985: Imbiß mit Biß (Alice, eine Folge)
- 1985: Cagney & Lacey (eine Folge)
- 1985: Double Dare
- 1986: Mary (eine Folge)
- 1986: Unbekannte Dimensionen (The Twilight Zone, eine Folge)
- 1986: You Again? (eine Folge)
- 1987: Golden Girls (The Golden Girls, eine Folge)
- 1987: Silver Spoons (eine Folge)
- 1987: Mann muss nicht sein (Designing Women, eine Folge)
- 1987: A Year in the Life (zwei Folgen)
- 1987: 227 (eine Folge)
- 1987: Buck James (eine Folge)
- 1987–1988: The Bronx Zoo (sieben Folgen)
- 1988: 21 Jump Street – Tatort Klassenzimmer (21 Jump Street, eine Folge)
- 1989: L.A. Law – Staranwälte, Tricks, Prozesse (L.A. Law, eine Folge)
- 1989: Jake und McCabe – Durch dick und dünn (Jake and the Fatman, eine Folge)
- 1989: Zurück in die Vergangenheit (Quantum Leap, eine Folge)
- 1989: The Boys (drei Folgen)
- 1990: The Famous Teddy Z (eine Folge)
- 1990: Mancuso, FBI (eine Folge)
- 1990: Glory Days (eine Folge)
- 1990: Alles Okay, Corky? (Life Goes On, eine Folge)
- 1990: Harrys Nest (Empty Nest, eine Folge)
- 1990–1996: Murphy Brown (11 Folgen)
- 1991: Knall Cops (Pacific Station, eine Folge)
- 1992: Die Staatsanwältin und der Cop (Reasonable Doubts, eine Folge)
- 1992–1993: The Hat Squad (fünf Folgen)
- 1993–1997: Melrose Place (sieben Folgen)
- 1994: Die Super-Mamis (The Mommies, eine Folge)
- 1994: Das Leben und Ich (Boy Meets World, eine Folge)
- 1994–1997: Eine schrecklich nette Familie (Married with Children, sieben Folgen)
- 1995: Matlock (eine Folge)
- 1995: The Bonnie Hunt Show (eine Folge)
- 1996: Mit Herz und Scherz (Coach, eine Folge)
- 1996: Pacific Blue – Die Strandpolizei (Pacific Blue, eine Folge)
- 1996: Ein Hauch von Himmel (Touched By An Angel, eine Folge)
- 1998: The Closer (eine Folge)
- 1998: Living in Captivity (eine Folge)
- 1998: Maggie (zwei Folgen)
- 1998: Amor – Mitten ins Herz (Cupid, eine Folge)
- 1999: Frank Leaves for the Orient (zwei Folgen)
- 1999: Eine himmlische Familie (7th Heaven, eine Folge)
- 1999: New York Life (eine Folge)
- 1999: Hinterm Mond gleich links (3rd Rock from the Sun, eine Folge)
- 1999: The Norm Show (eine Folge)
- 1999: Beverly Hills, 90210 (eine Folge)
- 2001: Dead Last (eine Folge)
- 2002: Ally McBeal (eine Folge)
- 2002: Das Geheimnis von Pasadena (Pasadena, eine Folge)
- 2002, 2004: Still Standing (zwei Folgen)
- 2003: Für alle Fälle Amy (Judging Amy, eine Folge)
- 2006: Scrubs – Die Anfänger (Scrubs, eine Folge)
- 2006: Brothers & Sisters (eine Folge)
- 2007: Six Degrees (eine Folge)
- 2008: The Clown Project (eine Folge)
- 2010: Law & Order: Special Victims Unit (eine Folge)
- 2012: Laid Off (eine Folge)